# زیر بامهای شهر
زیر بام‌های شهر فیلمی به کارگردانی اصغر هاشمی، نویسندگی اصغر هاشمی و فریدون جیرانی و تهیه‌کنندگی عبدالرضا ساعتچی‌فرد ساخته سال ۱۳۶۸ است.
این فیلم در ۲۳ اسفند ۱۳۶۸ در سینماهای ایران اکران شده است.

## خلاصه فیلم
اسد دادوند و نامزدش، شکوه تکاوندی، قرار گذاشته‌اند که پس از یافتن خانه‌ای اجاره‌ای ازدواج کنند. اسد پس از مدتی تلاش به کمک برادرش، امین، خانه‌ای پیدا می‌کنند. خانه در اجارهٔ مرد عیالواری است به نام گلدوست که وضع مالی مناسبی ندارد و قادر نیست خانهٔ جدیدی پیدا کند.